# Hydra Head Records
Hydra Head Records – niezależna wytwórnia muzyczna, założona w 1993 r. przez frontmana grupy Isis, Aarona Turnera w amerykańskim stanie Nowy Meksyk. Wytwórnia specjalizuje się w muzyce, którą można opisać jako post-rock lub post-metal. Wśród zespołów, wydawanych przez wytwórnię znajdują się m.in. takie formacje, jak Pelican, Sunn O))), Cave In, Khanate, Jesu, Botch czy Harkonen.
W wytwórnie Hydra Head Records wydawali także swe płyty m.in. Neurosis (split z zespołem Soilent Green), Today Is the Day, The Dillinger Escape Plan, Cult of Luna (7", bez tytułu), Boris, Merzbow, itp.